# Wodorek cynku
Wodorek cynku, ZnH
2 – nieorganiczny związek chemiczny cynku z grupy wodorków.
Stosowany jest w chemii organicznej jako środek redukujący. Po raz pierwszy opisany został w 1947 roku. Świeżo otrzymany jest białym krystaliczny proszkiem, który w temperaturze pokojowej w ciągu kilku dni zmienia barwę na szarą, prawdopodobnie z powodu rozkładu do metalicznego cynku.
Istnieje kilka metod syntezy wodorku cynku:
2LiH + ZnBr
2 → ZnH
2 + 2LiBr
2NaH + ZnI
2 → ZnH
2 + 2 NaI
ZnI
2 + 2LiAlH
4 → ZnH
2 + AlH
3 + 2LiI
Zn(CH
3)
2 + LiAlH
4 → ZnH
2 + LiAlH
3(CH
3)
W temperaturze 90 °C ulega rozkładowi na pierwiastki składowe. Jest wrażliwy na wilgoć, hydroliza pod wpływem wody przebiega spokojnie, natomiast w wodnych roztworach kwasów odbywa się gwałtownie. Długo przechowywany może wykazywać piroforyczność.
Struktura ciała stałego nie jest znana, ale zakłada się, że tworzy wiązania kowalencyjne.
Badania w fazie gazowej wykazały obecność liniowych wiązań Zn−H o długości 153,5 pm.